# Памятники истории и культуры Джангельдинского района
Памятники истории и культуры местного значения Джангельдинского района — отдельные постройки, здания и сооружения, некрополи, произведения монументального искусства, памятники археологии, включенные в Государственный список памятников истории и культуры местного значения Джангельдинского района. Списки памятников истории и культуры местного значения утверждаются исполнительным органом региона по представлению уполномоченного органа по охране и использованию историко-культурного наследия.
В Государственном списке памятников истории и культуры местного значения города в редакции постановления акимата Костанайской области от 31 марта 2020 года числились 125 наименований.

## Список памятников
| Номер в списке | Название                                                                    | Изображение | Годы постройки                              | Место нахождения | Вид памятника                        |
| -------------- | --------------------------------------------------------------------------- | ----------- | ------------------------------------------- | --- | ------------------------------------ |
| 366            | Обелиск «Героям, погибшим в годы Великой Отечественной войны»               |             | 1967 год                                    | село Кокалат | сооружение монументального искусства |
| 367            | Обелиск «Героям, павшим в борьбе за установление Советской власти в Тургае» |             | 1969 год                                    | село Торгай | сооружение монументального искусства |
| 368            | Бюст Алиби Джангельдина                                                     |             | 1958 год                                    | село Торгай | сооружение монументального искусства |
| 369            | Могильник Акжар I                                                           |             | эпоха гунно-сарматского времени (II—V века) | на правом берегу реки Карабутак, в 0,5 километрах от уреза воды 50°38′08″ с. ш. 62°56′32″ в. д.                               | археология                           |
| 370            | Могильник Акжар II                                                          |             | эпоха гунно-сарматского времени (II—V века) | на правом берегу реки Карабутак, в 2 километрах от уреза воды 50°37′27″ с. ш. 62°55′56″ в. д.                                 | археология                           |
| 371            | Одиночный курган Акжар III                                                  |             | ранний железный век — средневековье         | на правом берегу реки Карабутак, в 0,9 километрах от уреза воды 50°37′38″ с. ш. 62°56′57″ в. д.                               | археология                           |
| 372            | Могильник Акжар IV                                                          |             | эпоха гунно-сарматского времени (II—V века) | на правом берегу реки Карабутак, в 0,26 километрах к юго-востоку от дамбы, перекрывающей реку 50°37′02″ с. ш. 63°01′32″ в. д. | археология                           |
| 373            | Одиночный курган Акжар V                                                    |             | ранний железный век -средневековье          | 3,6 километра к северо-востоку от кургана Шентаноба 50°36′32″ с. ш. 63°01′28″ в. д.                                           | археология                           |
| 374            | Одиночный курган Акжар VI                                                   |             | ранний железный век -средневековье          | 3,2 километра к северу от кургана Шентаноба 50°36′24″ с. ш. 63°01′11″ в. д.                                                   | археология                           |
| 375            | Могильник Акжар VII                                                         |             | эпоха гунно-сарматского времени (II—V века) | 3 километра к северу от кургана Шентаноба 50°36′17″ с. ш. 63°01′03″ в. д.                                                     | археология                           |
| 376            | Могильник Акжар VIII                                                        |             | эпоха гунно-сарматского времени (II—V века) | 2,6 километра к северу от кургана Шентаноба 50°36′10″ с. ш. 63°00′34″ в. д.                                                   | археология                           |
| 377            | Могильник Акжар IX                                                          |             | эпоха гунно-сарматского времени (II—V века) | 2,75 километра к северо-западу от кургана Шентаноба, 50°36′06″ с. ш. 62°59′23″ в. д.                                          | археология                           |
| 378            | Могильник Акжар X                                                           |             | эпоха гунно-сарматского времени (II—V века) | 3,4 километра к западу от кургана Шентаноба 50°34′49″ с. ш. 62°57′24″ в. д.                                                   | археология                           |
| 379            | Могильник Акжар XI                                                          |             | эпоха гунно-сарматского времени (II—V века) | 3,1 километра к западу от кургана Шентаноба 50°34′41″ с. ш. 62°57′39″ в. д.                                                   | археология                           |
| 380            | Укрепленное сооружение Акжар XII                                            |             | ранний железный век — средневековье         | 19,3 километра к северо-востоку от села Шили 50°34′37″ с. ш. 63°00′15″ в. д.                                                  | археология                           |
| 381            | Одиночный курган Акжар XIII                                                 |             | ранний железный век — средневековье         | 19,2 километра к северо-востоку от села Шили 50°34′29″ с. ш. 63°00′22″ в. д.                                                  | археология                           |
| 382            | Могильник Акжар XIV                                                         |             | эпоха гунно-сарматского времени (II—V века) | 17,9 километра к северо-востоку от села Шили 50°33′43″ с. ш. 62°59′57″ в. д.                                                  | археология                           |
| 383            | Могильник Акжар XV                                                          |             | эпоха гунно-сарматского времени (II—V века) | 18,7 километра к северо-востоку от села Шили 50°34′07″ с. ш. 62°59′33″ в. д.                                                  | археология                           |
| 384            | Могильник Акжар XVI                                                         |             | эпоха гунно-сарматского времени (II—V века) | 17,5 километра к северо-востоку от села Шили 50°33′29″ с. ш. 62°59′42″ в. д.                                                  | археология                           |
| 385            | Могильник Акжар XVII                                                        |             | эпоха гунно-сарматского времени (II—V века) | 17,1 километра к северо-востоку от села Шили 50°33′26″ с. ш. 62°59′28″ в. д.                                                  | археология                           |
| 386            | Стоянка Акколь I                                                            |             | эпоха неолита                               | 13,3 километра к западу от села Ахмета Байтұрсынұлы 48°51′49″ с. ш. 63°43′32″ в. д.                                           | археология                           |
| 387            | Стоянка Акколь VI                                                           |             | эпоха бронзы                                | 14 километров к юго-западу от села Ахмета Байтұрсынұлы 48°47′42″ с. ш. 63°43′58″ в. д.                                        | археология                           |
| 388            | Одиночный курган Акколь VII                                                 |             | ранний железный век — средневековье         | 14,5 километра к западу от села Ахмета Байтұрсынұлы 48°51′49″ с. ш. 63°42′25″ в. д.                                           | археология                           |
| 389            | Курганная группа Акколь VIII                                                |             | ранний железный век — средневековье         | 13 километров к юго-западу от села Ахмета Байтұрсынұлы 48°47′01″ с. ш. 63°45′50″ в. д.                                        | археология                           |
| 390            | Одиночный курган Акколь IX                                                  |             | ранний железный век — средневековье         | 6,7 километра к северо-западу от села Ахмета Байтұрсынұлы 48°53′41″ с. ш. 63°50′23″ в. д.                                     | археология                           |
| 391            | Могильник Акколь X                                                          |             | эпоха гунно-сарматского времени (II—V века) | 5,3 километра к западу от села Ахмета Байтұрсынұлы 48°51′04″ с. ш. 63°50′07″ в. д.                                            | археология                           |
| 392            | Курганная группа Акшыганак I                                                |             | ранний железный век — средневековье         | 7,5 километра к западу от села Акшиганак 49°17′36″ с. ш. 62°36′07″ в. д.                                                      | археология                           |
| 393            | Геоглиф крест Акшыганак                                                     |             | ранний железный век                         | 1 километр к северу от села Акшиганак 49°18′17″ с. ш. 62°42′21″ в. д.                                                         | археология                           |
| 394            | Геоглиф линия Акшыганак                                                     |             | ранний железный век                         | 8,5 километра к западу от села Акшиганак 49°17′25″ с. ш. 62°35′31″ в. д.                                                      | археология                           |
| 395            | Стоянка Аласор I                                                            |             | эпоха энеолита — эпоха бронзы               | 25 километров к югу от села Шили 50°14′04″ с. ш. 62°43′41″ в. д.                                                              | археология                           |
| 396            | Стоянка Аласор II                                                           |             | эпоха бронзы — средневековье                | 28 километров к югу от села Шили 50°12′10″ с. ш. 62°45′55″ в. д.                                                              | археология                           |
| 397            | Геоглиф линия Андагул                                                       |             | ранний железный век                         | 11 километров к юго-востоку от села Бидайык 50°31′18″ с. ш. 63°49′48″ в. д.                                                   | археология                           |
| 398            | Одиночный курган Ащыбидайкудук I                                            |             | ранний железный век — средневековье         | 35,5 километра к западу от села Бидайык 50°36′05″ с. ш. 63°14′27″ в. д.                                                       | археология                           |
| 399            | Одиночный курган Ащыбидайкудук II                                           |             | ранний железный век — средневековье         | 35,7 километра к западу от села Бидайык 50°37′38″ с. ш. 63°14′16″ в. д.                                                       | археология                           |
| 400            | Геоглиф линия Ащыбутак                                                      |             | ранний железный век                         | 47,8 километров к северо-западу от села Бидайык 50°49′44″ с. ш. 63°09′53″ в. д.                                               | археология                           |
| 401            | Геоглиф линия Ащылы                                                         |             | ранний железный век                         | 10,5 километра к северу от села Милысай 50°44′54″ с. ш. 62°39′38″ в. д.                                                       | археология                           |
| 402            | Могильник Ащылысай I                                                        |             | ранний железный век — средневековье         | 10,5 километра к северу от села Милысай 50°44′52″ с. ш. 62°39′47″ в. д.                                                       | археология                           |
| 403            | Курганная группа Бабас I                                                    |             | ранний железный век — средневековье         | на горе Бабас, 3,8 километра к востоку от грейдерной дороги Торгай — Карасу 49°33′00″ с. ш. 63°44′29″ в. д.                   | археология                           |
| 404            | Курган «с усами» Бабас II                                                   |             | ранний железный век                         | 20 километров к юго-востоку от села Торгай 49°32′21″ с. ш. 63°42′39″ в. д.                                                    | археология                           |
| 405            | Одиночный курган Бабас III                                                  |             | ранний железный век — средневековье         | 17 километров к юго-востоку от села Торгай 49°31′08″ с. ш. 63°39′13″ в. д.                                                    | археология                           |
| 406            | Могильник Базильбек I                                                       |             | эпоха гунно-сарматского времени (II—V века) | 18 километров к северо-западу от села Милысай 50°42′58″ с. ш. 62°26′13″ в. д.                                                 | археология                           |
| 407            | Могильник Базильбек II                                                      |             | эпоха гунно-сарматского времени (II—V века) | 18 километров к северо-западу от села Милысай 50°42′51″ с. ш. 62°26′27″ в. д.                                                 | археология                           |
| 408            | Могильник Батпаксор I                                                       |             | эпоха гунно-сарматского времени (II—V века) | 1,4 километра к северо-востоку от солончака Батпаксор 49°14′06″ с. ш. 63°54′56″ в. д.                                         | археология                           |
| 409            | Одиночный курган Батпаксор II                                               |             | ранний железный век — средневековье         | 2,2 километра к северо-западу от солончака Батпаксор 49°13′47″ с. ш. 63°51′42″ в. д.                                          | археология                           |
| 410            | Курганная группа Батпаксор III                                              |             | ранний железный век — средневековье         | 2,1 километра к северо-западу от солончака Батпаксор 49°14′17″ с. ш. 63°52′05″ в. д.                                          | археология                           |
| 411            | Одиночный курган Батпаксор IV                                               |             | ранний железный век — средневековье         | 5 километров к западу от солончака Батпаксор 49°12′42″ с. ш. 63°48′44″ в. д.                                                  | археология                           |
| 412            | Могильник Богет I                                                           |             | эпоха гунно-сарматского времени (II—Vвека)  | 14,6 километра к северо-востоку от села Шили 50°30′37″ с. ш. 62°59′37″ в. д.                                                  | археология                           |
| 413            | Одиночный курган Богет II                                                   |             | ранний железный век — средневековье         | 17,4 километра к востоку от села Шили 50°28′49″ с. ш. 63°02′46″ в. д.                                                         | археология                           |
| 414            | Одиночный курган Богет III                                                  |             | ранний железный век -средневековье          | 17,2 километра к востоку от села Шили 50°27′41″ с. ш. 63°02′42″ в. д.                                                         | археология                           |
| 415            | Курган «с усами» Богет IV                                                   |             | ранний железный век                         | 21,7 километра к востоку от села Шили 50°28′09″ с. ш. 63°06′32″ в. д.                                                         | археология                           |
| 416            | Одиночный курган Богет V                                                    |             | ранний железный век — средневековье         | 22,2 километра к востоку от села Шили 50°28′28″ с. ш. 63°06′54″ в. д.                                                         | археология                           |
| 417            | Одиночный курган Богет VI                                                   |             | ранний железный век — средневековье         | 20,6 километра к востоку от села Шили 50°26′49″ с. ш. 63°05′33″ в. д.                                                         | археология                           |
| 418            | Могильник Богет VII                                                         |             | эпоха гунно-сарматского времени (II—V века) | 25 километров к востоку от села Шили 50°27′26″ с. ш. 63°09′22″ в. д.                                                          | археология                           |
| 419            | Одиночный курган Богет VIII                                                 |             | ранний железный век -средневековье          | 25,4 километра к востоку от села Шили 50°27′29″ с. ш. 63°09′39″ в. д.                                                         | археология                           |
| 420            | Могильник Богет IX                                                          |             | эпоха гунно-сарматского времени (II—V века) | 26 километров к востоку от села Шили 50°26′57″ с. ш. 63°10′08″ в. д.                                                          | археология                           |
| 421            | Могильник Богет X                                                           |             | эпоха гунно-сарматского времени (II—V века) | 26 километров к востоку от села Шили 50°26′53″ с. ш. 63°09′58″ в. д.                                                          | археология                           |
| 422            | Одиночный курган Богет XI                                                   |             | ранний железный век — средневековье         | 25,6 километра к востоку от села Шили 50°26′52″ с. ш. 63°09′47″ в. д.                                                         | археология                           |
| 423            | Геоглиф линия Богет                                                         |             | ранний железный век                         | 16,5 километра к северо-востоку от села Шили 50°31′27″ с. ш. 63°00′44″ в. д.                                                  | археология                           |
| 424            | Геоглиф линия Егинколь                                                      |             | ранний железный век                         | 29,5 километра к северу от села Акшиганак 49°33′08″ с. ш. 62°46′40″ в. д.                                                     | археология                           |
| 425            | Могильник Елжансор I                                                        |             | эпоха гунно-сарматского времени (II—V века) | 17 километров к востоку от села Акколь 48°57′14″ с. ш. 64°07′43″ в. д.                                                        | археология                           |
| 426            | Могильник Елжансор II                                                       |             | эпоха гунно-сарматского времени (II—V века) | 17 километров к востоку от села Акколь 48°57′09″ с. ш. 64°07′54″ в. д.                                                        | археология                           |
| 427            | Могильник Елжансор III                                                      |             | эпоха гунно-сарматского времени (II—V века) | 16 километров к востоку от села Акколь 48°56′54″ с. ш. 64°07′38″ в. д.                                                        | археология                           |
| 428            | Могильник Елжансор IV                                                       |             | эпоха гунно-сарматского времени (II—V века) | 15,7 километра к востоку от села Акколь 48°56′48″ с. ш. 64°06′59″ в. д.                                                       | археология                           |
| 429            | Могильник Елжансор V                                                        |             | эпоха гунно-сарматского времени (II—V века) | 12,7 километра к востоку от села Акколь 48°55′29″ с. ш. 64°05′03″ в. д.                                                       | археология                           |
| 430            | Могильник Елжансор VI                                                       |             | эпоха гунно-сарматского времени (II—V века) | 12,3 километра к востоку от села Акколь 48°55′01″ с. ш. 64°04′46″ в. д.                                                       | археология                           |
| 431            | Могильник Елжансор VII                                                      |             | эпоха гунно-сарматского времени (II—V века) | 18,7 километра к востоку от села Акколь 48°54′53″ с. ш. 64°09′44″ в. д.                                                       | археология                           |
| 432            | Могильник Елжансор VIII                                                     |             | эпоха гунно-сарматского времени (II—V века) | 14,5 километра к востоку от села Акколь 48°56′57″ с. ш. 64°06′23″ в. д.                                                       | археология                           |
| 433            | Геоглиф линия Жалтытобе                                                     |             | ранний железный век                         | 16 километров к северу от села Акшиганак 49°25′59″ с. ш. 62°42′13″ в. д.                                                      | археология                           |
| 434            | Курганный могильник Жарык I                                                 |             | ранний железный век — средневековье         | 8,5 километра к северо-западу от села Токанай 50°07′20″ с. ш. 64°23′01″ в. д.                                                 | археология                           |
| 435            | Одиночный курган Жарык II                                                   |             | ранний железный век — средневековье         | 9 километров к западу от села Токанай 50°03′39″ с. ш. 64°20′49″ в. д.                                                         | археология                           |
| 436            | Курганная группа Жарык III                                                  |             | ранний железный век — средневековье         | 3,8 километра севернее трассы Аркалык — Торгай 50°04′01″ с. ш. 64°14′08″ в. д.                                                | археология                           |
| 437            | Геоглиф линия Жарык                                                         |             | ранний железный век                         | 12 километров к северо-западу от села Токанай 50°09′54″ с. ш. 64°23′23″ в. д.                                                 | археология                           |
| 438            | Одиночный курган Жекесай I                                                  |             | ранний железный век — средневековье         | 13 километров к северо-западу от села Милысай 50°45′45″ с. ш. 62°36′20″ в. д.                                                 | археология                           |
| 439            | Стоянка Збан I                                                              |             | эпоха бронзы                                | 18 километров к востоку от села Акколь 48°54′15″ с. ш. 64°09′21″ в. д.                                                        | археология                           |
| 440            | Стоянка Збан II                                                             |             | эпоха бронзы                                | 17,3 километра к востоку от села Акколь 48°55′28″ с. ш. 64°08′49″ в. д.                                                       | археология                           |
| 441            | Могильник Карадонкус I                                                      |             | эпоха гунно-сарматского времени (II—V века) | 17,5 километра к юго-востоку от села Ахмета Байтұрсынұлы 48°48′36″ с. ш. 64°08′09″ в. д.                                      | археология                           |
| 442            | Одиночный курган Карадонкус II                                              |             | ранний железный век — средневековье         | 17,5 километра к юго-востоку от села Ахмета Байтұрсынұлы 48°48′30″ с. ш. 64°08′15″ в. д.                                      | археология                           |
| 443            | Одиночный курган Карадонкус III                                             |             | ранний железный век — средневековье         | 17,7 километра к юго-востоку от села Ахмета Байтұрсынұлы 48°47′57″ с. ш. 64°08′02″ в. д.                                      | археология                           |
| 444            | Курганная группа Кокалат I                                                  |             | ранний железный век — средневековье         | 1,5 километра к юго-западу от села Кокалат 49°46′53″ с. ш. 64°06′45″ в. д.                                                    | археология                           |
| 445            | Курганная группа Кокалат II                                                 |             | ранний железный век — средневековье         | 2 километра к юго-западу от села Кокалат 49°46′34″ с. ш. 64°06′33″ в. д.                                                      | археология                           |
| 446            | Одиночный курган Кокалат III                                                |             | ранний железный век — средневековье         | 3,5 километра к юго-западу от села Кокалат 49°45′54″ с. ш. 64°05′44″ в. д.                                                    | археология                           |
| 447            | Курганная группа Кокалат IV                                                 |             | ранний железный век — средневековье         | 6,7 километра к юго-западу от села Кокалат 49°44′38″ с. ш. 64°04′51″ в. д.                                                    | археология                           |
| 448            | Могильник Коктас                                                            |             | эпоха гунно-сарматского времени (II—Vвека)  | 3,8 километра к западу от села Шили 50°27′27″ с. ш. 62°44′41″ в. д.                                                           | археология                           |
| 449            | Геоглиф линия Коктас                                                        |             | ранний железный век                         | 3,8 километра к западу от села Шили 50°27′27″ с. ш. 62°44′41″ в. д.                                                           | археология                           |
| 450            | Курганная группа Копкеткен I                                                |             | ранний железный век — средневековье         | 49,5 километра к северо-западу от села Торгай 49°57′49″ с. ш. 63°01′43″ в. д.                                                 | археология                           |
| 451            | Одиночный курган Копкеткен II                                               |             | ранний железный век — средневековье         | 38,5 километра к северо-западу от села Торгай 49°53′41″ с. ш. 63°08′13″ в. д.                                                 | археология                           |
| 452            | Могильник Копкеткен III                                                     |             | эпоха гунно-сарматского времени (II—Vвека)  | 53 километра к северо-западу от села Торгай 49°59′17″ с. ш. 62°59′54″ в. д.                                                   | археология                           |
| 453            | Геоглиф линия Куат                                                          |             | ранний железный век                         | 5,7 километра к югу от села Аралбай 49°43′10″ с. ш. 64°00′48″ в. д.                                                           | археология                           |
| 454            | Могильник Кызылкемер I                                                      |             | ранний железный век — средневековье         | 1,9 километра к западу от автодороги Аралколь — Торгай 50°01′57″ с. ш. 62°57′57″ в. д.                                        | археология                           |
| 455            | Одиночный курган Кызылоба I                                                 |             | ранний железный век                         | 15,2 километра к северо-востоку от села Акколь 49°01′15″ с. ш. 64°04′01″ в. д.                                                | археология                           |
| 456            | Курганная группа Кызылоба II                                                |             | ранний железный век                         | 15,2 километра к северо-востоку от села Акколь 49°01′07″ с. ш. 64°04′01″ в. д.                                                | археология                           |
| 457            | Геоглиф линия Кызылоба                                                      |             | ранний железный век                         | 15,2 километра к северо-востоку от села Акколь 49°01′20″ с. ш. 64°04′15″ в. д.                                                | археология                           |
| 458            | Одиночный курган Мешит I                                                    |             | ранний железный век — средневековье         | 5,2 километра к западу от села Акколь 48°56′17″ с. ш. 63°50′23″ в. д.                                                         | археология                           |
| 459            | Могильник Мулькольян I                                                      |             | эпоха гунно-сарматского времени (II—V века) | 33,6 километра к западу от села Бидайык 50°31′16″ с. ш. 63°16′58″ в. д.                                                       | археология                           |
| 460            | Одиночный курган Мулькольян II                                              |             | ранний железный век — средневековье         | 34,3 километра к западу от села Бидайык 50°31′40″ с. ш. 63°16′13″ в. д.                                                       | археология                           |
| 461            | Одиночный курган Мулькольян III                                             |             | ранний железный век — средневековье         | 33 километра к западу от села Бидайык 50°32′15″ с. ш. 63°17′14″ в. д.                                                         | археология                           |
| 462            | Одиночный курган Мулькольян IV                                              |             | ранний железный век — средневековье         | 33,5 километра к западу от села Бидайык 50°33′36″ с. ш. 63°16′13″ в. д.                                                       | археология                           |
| 463            | Одиночный курган Мулькольян V                                               |             | ранний железный век — средневековье         | 36,5 километра к западу от села Бидайык 50°32′05″ с. ш. 63°14′11″ в. д.                                                       | археология                           |
| 464            | Геоглиф линия Мулькольян                                                    |             | ранний железный век                         | 33,4 километра к западу от села Бидайык 50°34′43″ с. ш. 63°16′15″ в. д.                                                       | археология                           |
| 465            | Могильник Науша                                                             |             | ранний железный век — средневековье         | 17 километров к юго-востоку от села Ахмета Байтұрсынұлы 48°49′07″ с. ш. 64°08′07″ в. д.                                       | археология                           |
| 466            | Могильник Отызбайсай I                                                      |             | эпоха гунно-сарматского времени (II—V века) | 17 километров к северо-западу от села Милысай 50°47′07″ с. ш. 62°34′23″ в. д.                                                 | археология                           |
| 467            | Геоглиф линия Сайкудук                                                      |             | ранний железный век                         | 13,5 километра к северо-востоку от села Шили 50°30′02″ с. ш. 62°58′56″ в. д.                                                  | археология                           |
| 468            | Одиночный курган Сарыбидаик I                                               |             | ранний железный век — средневековье         | 10,3 километра к северу от села Акколь 49°01′37″ с. ш. 63°55′55″ в. д.                                                        | археология                           |
| 469            | Могильник Сатырлау I                                                        |             | эпоха гунно-сарматского времени (II—V века) | 10,7 километра к юго-востоку от села Акколь 48°51′05″ с. ш. 63°59′12″ в. д.                                                   | археология                           |
| 470            | Стоянка Суыкбулак I                                                         |             | эпоха бронзы                                | 17 километров к западу от села Шили 50°26′44″ с. ш. 62°33′31″ в. д.                                                           | археология                           |
| 471            | Геоглиф линия Тажен                                                         |             | ранний железный век                         | 18,8 километра к востоку от села Шили 50°26′24″ с. ш. 63°03′55″ в. д.                                                         | археология                           |
| 472            | Стоянка Танабай I                                                           |             | средневековье                               | 37 километров к югу от села Шили 50°08′01″ с. ш. 62°50′34″ в. д.                                                              | археология                           |
| 473            | Стоянка Танабай II                                                          |             | эпоха энеолита — средневековье              | 39 километров к югу от села Шили 50°06′40″ с. ш. 62°51′24″ в. д.                                                              | археология                           |
| 474            | Стоянка Танабай III                                                         |             | средневековье                               | 40 километров к югу от села Шили 50°06′18″ с. ш. 62°51′37″ в. д.                                                              | археология                           |
| 475            | Стоянка Танабай IV                                                          |             | эпоха бронзы                                | 40 километров к югу от села Шили 50°06′18″ с. ш. 62°51′45″ в. д.                                                              | археология                           |
| 476            | Стоянка Танабай V                                                           |             | средневековье                               | 40 километров к югу от села Шили 50°06′08″ с. ш. 62°52′18″ в. д.                                                              | археология                           |
| 477            | Одиночный курган Тауман I                                                   |             | ранний железный век — средневековье         | 20 километров к северо-западу от села Шили 50°34′24″ с. ш. 62°34′01″ в. д.                                                    | археология                           |
| 478            | Курганная группа Тентексай I                                                |             | ранний железный век — средневековье         | 6,8 километра к северо-востоку от села Тентексай 50°01′22″ с. ш. 64°12′51″ в. д.                                              | археология                           |
| 479            | Курганная группа Тентексай II                                               |             | ранний железный век — средневековье         | 3,3 километра к северо-востоку от села Тентексай 50°00′02″ с. ш. 64°10′55″ в. д.                                              | археология                           |
| 480            | Курганная группа Тентексай III                                              |             | ранний железный век — средневековье         | 4,5 километра к северо-востоку от села Тентексай 50°00′22″ с. ш. 64°11′49″ в. д.                                              | археология                           |
| 481            | Одиночный курган Тентексай IV                                               |             | ранний железный век — средневековье         | 3,8 километра к северо-востоку от села Тентексай 50°00′12″ с. ш. 64°11′09″ в. д.                                              | археология                           |
| 482            | Стоянка Туз I                                                               |             | эпоха мезолита                              | 51 километр к северо-западу от села Сужарган 50°09′01″ с. ш. 63°07′13″ в. д.                                                  | археология                           |
| 483            | Стоянка Туз II                                                              |             | эпоха неолита                               | 50,3 километра к северо-западу от села Сужарган 50°08′35″ с. ш. 63°07′48″ в. д.                                               | археология                           |
| 484            | Курганная группа Шентаноба                                                  |             | ранний железный век — средневековье         | 19,3 километра к северо-востоку от села Шили 50°34′45″ с. ш. 63°00′19″ в. д.                                                  | археология                           |
| 485            | Стоянка Шийлисор I                                                          |             | эпоха неолита                               | 20 километров к югу от села Шили 50°16′45″ с. ш. 62°43′13″ в. д.                                                              | археология                           |
| 486            | Одиночный курган Шийлисор II                                                |             | ранний железный век — средневековье         | 16,5 километра к югу от села Шили 50°19′04″ с. ш. 62°44′15″ в. д.                                                             | археология                           |
| 487            | Поселение Шийлисор III                                                      |             | эпоха энеолита — эпоха бронзы               | 20,5 километра к юго-западу от села Шили 50°17′14″ с. ш. 62°42′39″ в. д.                                                      | археология                           |
| 488            | Одиночный курган Шуакбай I                                                  |             | ранний железный век — средневековье         | 19 километров к юго-востоку от села Каламкарасу 49°39′52″ с. ш. 63°53′46″ в. д.                                               | археология                           |
| 489            | Курганная группа Шуакбай II                                                 |             | ранний железный век — средневековье         | 4,5 километра к юго-востоку от села Каламкарасу 49°39′34″ с. ш. 63°49′32″ в. д.                                               | археология                           |
| 490            | Курганная группа Шуакбай III                                                |             | ранний железный век — средневековье         | 14 километров к юго-востоку от села Каламкарасу 49°38′40″ с. ш. 63°48′15″ в. д.                                               | археология                           |